# Chiesa di San Rocco (Busseto)
La chiesa di San Rocco, nota anche come chiesa di San Rocco Confessore, è un luogo di culto cattolico dalle forme neoclassiche situato a San Rocco, frazione di Busseto, in provincia di Parma e diocesi di Fidenza; è sede di una parrocchia compresa nel vicariato della Bassa Parmense.

## Storia
La primitiva chiesa di San Rocco fu eretta nel XIV secolo ad opera dei monaci cistercensi provenienti dall'abbazia di Chiaravalle della Colomba.
Nel XVI secolo i monaci furono allontanati e la chiesa, allora compresa nella diocesi di Cremona, divenne curazia indipendente; come stabilito da un atto notarile del 24 settembre 1526, primo rettore fu nominato don Ghidino Ghidini.
I rettori della chiesa venivano scelti dal capitolo della parrocchiale di Busseto e poi la nomina doveva essere approvata dai fedeli di San Rocco.
La chiesa si affrancò definitivamente dalla collegiata di Busseto nel 1703 con l'erezione a priorato autonomo.
L'attuale parrocchiale fu costruita nel 1717 e divenne arcipretale nel 1732.
Nel 2009 crollò parte del cornicione esterno.

## Descrizione

### Esterno

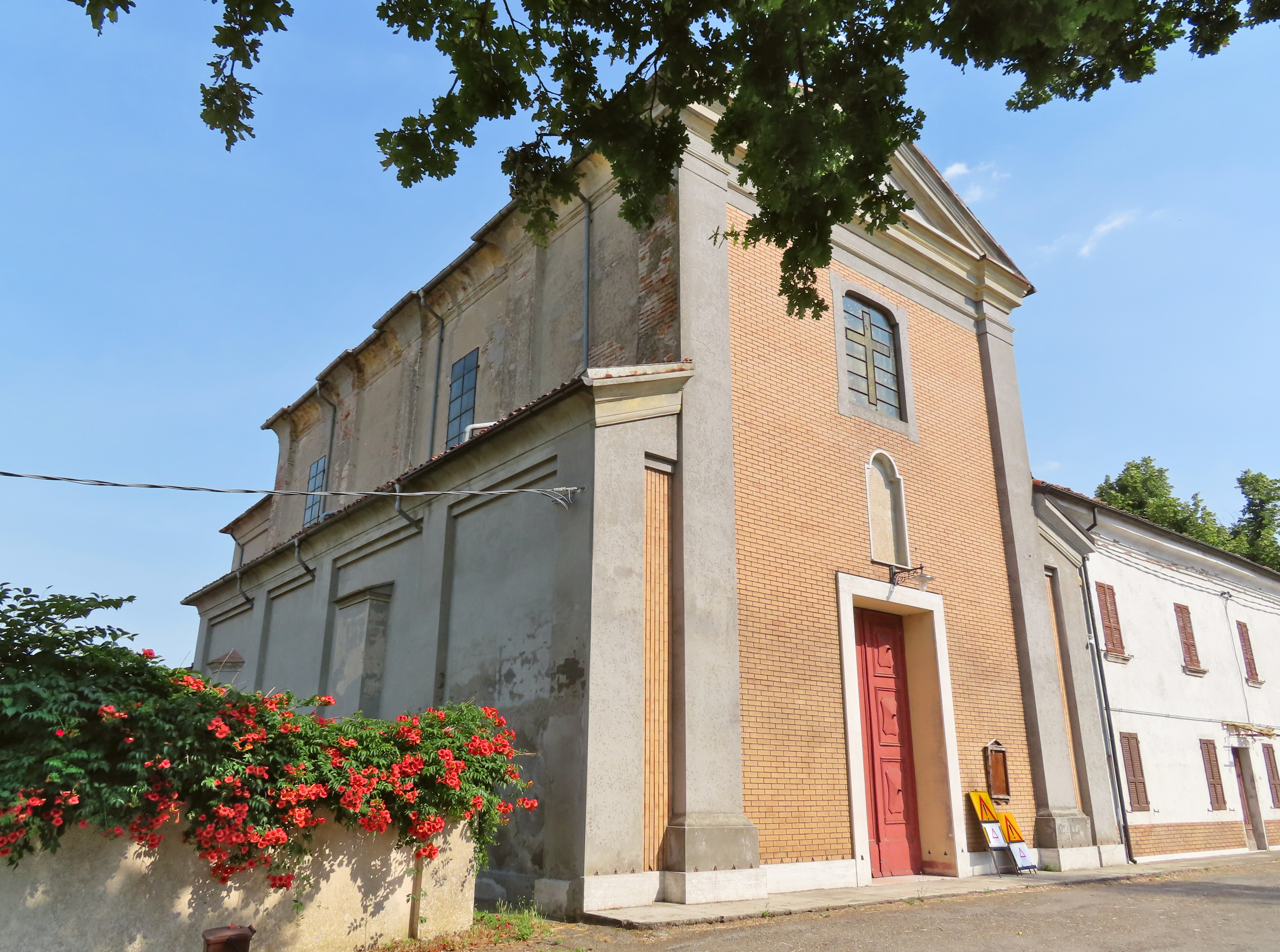
Facciata e lato nord

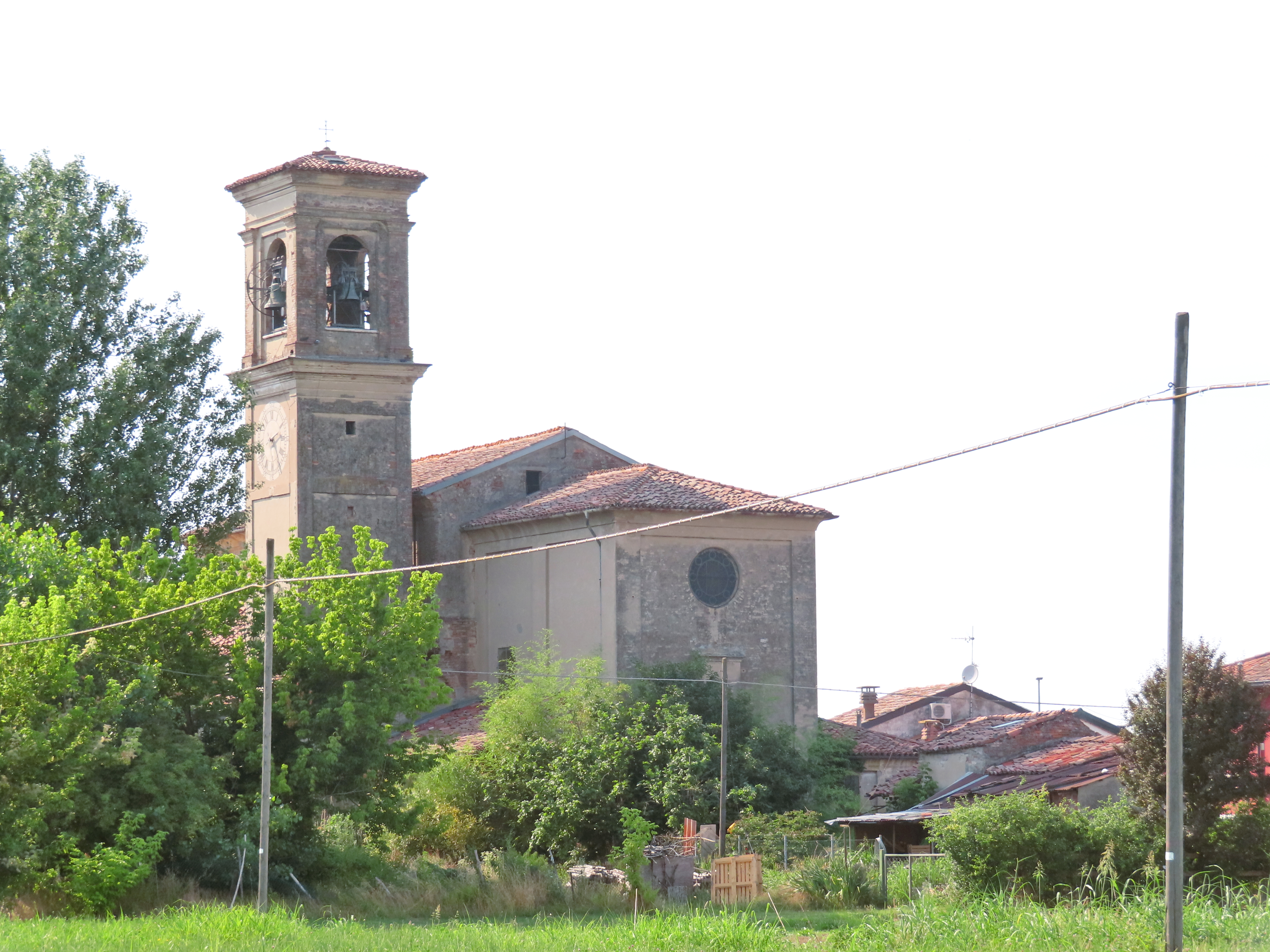
Retro e campanile

La facciata della chiesa, che guarda a nordovest, è scandita da due lesene, sorreggenti il timpano triangolare, e presenta centralmente il portale d'ingresso, sormontato da uno sfondamento ospitante un dipinto, e sopra una finestra; ai lati vi sono due ali minori, anch'esse caratterizzate da lesene. 
Annesso alla parrocchiale è il campanile a base quadrata, la cui cella presenta su ogni lato una monofora ed è coperta dal tetto a quattro falde.

### Interno
La navata della chiesa è caratterizzata dalla presenza di una serie di lesene; opere di pregio conservate all'interno sono la pila dell'Acqua Santa, risalente al XVIII secolo, la pala avente come soggetto l'Incoronazione della Vergine, posta sul settecentesco baldacchino dell'altare maggiore, gli stalli del coro e la cantoria, realizzati da Francesco Galli verso il 1795 per volere dell'arciprete don Vincenzo Campanini.